# Historia Namibii
Tereny współczesnej Namibii były pierwotnie zamieszkiwane przez Buszmenów. Plemiona te przybyły tu prawdopodobnie w I tysiącleciu p.n.e. W I tysiącleciu naszej ery osiedlił się tu pokrewny Buszmenom lud Sana. Z czasem Buszmeni zostali zepchnięci przez Khoikhoi. Przez wiele lat Namibia była pomijana przez europejskich badaczy i odkrywców z powodu trudno dostępnego wybrzeża oraz terenów pustynnych i skalistych. W XV wieku przybyli tu portugalscy poszukiwacze, a później Holendrzy. W latach 60. i 70. XVIII wieku ekspedycje holenderskie, podejmowane na zlecenie Holenderskiej Kompanii Wschodnioindyjskiej, torowały drogę myśliwym, kupcom i poszukiwaczom złota z Kolonii Przylądkowej. Pod koniec XVIII wieku Holendrzy opanowali Zatokę Wielorybią i wyspę Halifax, które wkrótce zostały im odebrane przez Brytyjczyków. Od drugiej połowy XVII wieku miała miejsce masowa fala napływu ludów Bantu (Owambo, Herero i inne). Na początku XIX wieku imigrował tu lud Orlam, władający bronią palną. W latach 60. XIX wieku wybuchły wojny plemienne. W XIX wieku rozpoczęła się rywalizacja Niemców i Wielkiej Brytanii o panowanie nad wybrzeżem Namibii. W 1884 roku Niemcu ustanowili protektorat nad południową częścią kraju, a rok później nad północną. W 1886 roku utworzona została Niemiecka Afryka Południowo-Zachodnia.
Od 1882 roku miał miejsce napływ osadników niemieckich. Bezwzględne metody niemieckich kolonialistów wywołały powstania tubylców w latach 1894, 1896, 1897 i 1904-07. Bunty były krwawo tłumione. W wyniku polityki kolonialnej liczba ludności Herero zmniejszyła się o około 75%. W 1908 roku odkryto tu złoża diamentów, co zwiększyło napływ ludności europejskiej. W 1915 roku w trakcie I wojny światowej nastąpiła okupacja kraju przez Związek Południowej Afryki. W 1920 roku kraj stał się terytorium mandatowym Ligi Narodów, który przypadł ZPA. W 1945 roku obszar został przekształcony w terytorium powiernicze ONZ. W 1949 roku doszło do faktycznej aneksji Namibii przez ZPA, które rozciągnęło na ten teren ustawodawstwo apartheidu. 
W 1957 roku powstała pierwsza organizacja ludności afrykańskiej - Kongres Ludu Ovambo, przekształcony w 1960 roku w Organizację Ludu Afryki Południowo-Zachodniej (SWAPO). Na czele organizacji stanął Sam Nujoma. W 1966 roku SWAPO rozpoczęło wojnę o niepodległość a w tym samym roku ONZ odebrała RPA mandat i ustanowiła urząd Komisarza ONZ do spraw Afryki Południowo-Zachodniej (1968 wprowadzono nazwę Namibia). Od 1968 władze RPA realizowały politykę tzw. bantustanizacji kraju – utworzono 10 autonomicznych jednostek plemiennych (na wzór bantustanów w RPA). W 1973 ONZ i Organizacja Jedności Afrykańskiej uznały SWAPO za jedynego przedstawiciela ludności Namibii. W 1975 RPA zapoczątkowała politykę porozumienia z afrykańską arystokracją plemienną i umiarkowanymi działaczami, dążąc do zachowania kontroli nad bogactwami naturalnymi kraju i zapewnienia decydującego wpływu białej mniejszości osadniczej na życie polityczne. Polityka ta doprowadziła do konferencji konstytucyjnej w Turnhalle bez udziału SWAPO i do założenia w 1977 Demokratycznego Sojuszu Turnhalle (DTA), centroprawicowej koalicji występującej przeciw SWAPO.
Od 1976 działała tzw. grupa kontaktowa Zachodu (USA, Wielka Brytania, Francja, RFN i Kanada) jako mediator między RPA, ONZ i SWAPO. SWAPO kontynuowała walkę zbrojną, korzystając z pomocy m.in. ZSRR i państw frontowych Afryki Południowej, zwłaszcza Angoli (bazy wojskowe). W odwecie wojska RPA najazdów na terytorium Angoli. W 1978 roku odbyły się wybory parlamentarne, zbojkotowane przez najliczniejsze organizacje murzyńskie. W 1982 rząd RPA podjął bezpośrednie rokowania ze SWAPO, w wyniku których uzyskano zawieszenie broni między walczącymi stronami. Opracowano projekt rozwiązania konfliktu namibijskiego przewidujący przeprowadzenie wyborów nadzorowanych przez ONZ. W 1985 roku w Namibii powołano nowe Zgromadzenie Narodowe, Radę Konstytucyjną i rząd tymczasowy. 
W 1988 roku nastąpił przełom w rokowaniach. Zgodzono się na przeprowadzenie w 1989 roku wyborów powszechnych pod nadzorem ONZ. W nowo wybranym Zgromadzeniu Konstytucyjnym większość miejsc uzyskała SWAPO, następną pozycję zdobył DTA (opozycyjny wobec SWAPO) – utworzono rząd koalicyjny. W 1990 Zgromadzenie przyjęło konstytucję gwarantującą system wielopartyjny i wybrało Sama Nujomę na prezydenta (reelekcja w 1994 i 1999). 21 marca 1990 proklamował on niepodległą Republikę Namibii, a niepodległe państwo weszło do brytyjskiej Wspólnoty Narodów i ONZ. W 1992 Namibia zawarła z RPA porozumienie dotyczące wspólnej granicy, w wyniku czego RPA przekazała w 1994 kontrolę nad swoją enklawą, Walvis Bay.
W 1994 roku powstała nieliczna Armia Wyzwoleńcza Caprivi - grupa separatystyczna dążąca do odłączenia od reszty kraju regiony Caprivia. W sierpniu 1999 roku oddziały separatystów dokonały ataków na posterunki policji i stanowiska wojskowe w Caprivii. Doprowadziło to do wprowadzeniu na tych obszarach stanu wyjątkowego i wzmożonej akcji wojsk Namibii i Angoli (Angola włączyła się w kampanię gdyż separatyści byli wspierani przez UNITA) przeciwko separatystom. Organizacja została rozbita do końca 1999 roku.
W wyborach w 1995 i 2000 Nujoma ponownie został wybrany prezydentem. Także wybory parlamentarne z 2002 i 2004 roku okazały się zwycięstwem SWAPO. Obserwatorzy nie zanotowali w trakcie ich trwania poważniejszych nadużyć. Od 2005 roku prezydentem był Hifikepunye Pohamba. W 2009 roku Pohamba uzyskał reelekcję w wyborach prezydenckich. W latach 2015–2024 prezydentem był Hage Geingob.
Obecnie urząd ten sprawuje Nangolo Mbumba.